# Aref Thabit Al-Dali
Aref Thabit Al-Dali là một cầu thủ bóng đá người Yemen từng thi đấu tại Vòng loại Cúp bóng đá châu Á 2011.